# Алмеловеен, Ян ван
Ян ван Алмеловеен известный также, как Алмеловен (нидерл. Jan (Johannes) van Almeloveen; крещён 30 марта 1656, Мейдрехт (ныне Де Ронде Венен, Утрехт, Нидерланды) — 31 мая 1684, Амстердам) — голландский живописец, гравёр и рисовальщик Золотого века Нидерландов.

## Биография
Сын проповедника. Занимался гравированием крепкою водкой. До нашего времени дошли 37 гравюр этого автора, в основном, это пейзажи, некоторые из которых выполненные по собственным картинам и рисункам, 20 из этих пейзажей были гравированы с работ Германа Сафтлевена Старшего. Двенадцать гравюр являются репродукциями голландских деревень, другие представляют четыре сезона года.
С 1680 года Ян ван Алмеловеен работал во Франкфурте-на-Одере, хотя бо́льшую часть времени между 1678 и 1683 годами он, вероятно, жил в Утрехте, где создал свою последнюю известную гравюру, ставшую частью серии из шести пейзажей.
Специалисты утверждают, что он был хорошим гравёром, но уступал в рисунке.
Его самыми удачными произведениями считается серия «Четыре времени года», гравюры по Сафтлевену Старшему, многие голландские ландшафты и виды берегов с рисунков того же мастера, которому он вообще подражал с необыкновенным искусством. Менее совершенны те его гравюры, которые он вытравливал на меди по своим собственным рисункам.

## Избранные гравюры
- Пейзаж с рекой и городом на плато, Музей изобразительных искусств, Сан-Франциско
- Четыре сезона, набор из 4 листов, после Германа Сафтлевена Старшего, 8 х 8 см
- Вид на Рейн, 15,6 х 15,8 см
- Портрет Папы Климента X и Гисберта Воетия, подписанный Алмеловен Инв. Et fec.
- Набор из 6 пейзажей, по его рисункам подписан Ян Ab Almeloveen Inv. и т. д.
- Набор из 10 пейзажей и видов рек, по его рисункам, подписан Джоан. Ab Almeloveen Inv. и т. д.
- Набор из 12 видов голландских деревень Германа Сафтлевена Старшего, подписанный HS Inv. Et I. Almeloveen fec.